# ゲイリー・レヴィンソン
ゲイリー・レヴィンソン（Gary Levinsohn、1959年 - ）は映画プロデューサー。

## 略歴
南アフリカ出身。1985年コロラド大学ボルダー校卒業。

## 主なプロデュース作品
- ブロンディー/女銀行強盗 The Real McCoy （1993年）
- どんな時も Angus （1995年）
- 12モンキーズ Twelve Monkeys （1995年）
- ジャッカル The Jackal （1997年）
- フラッド Hard Rain （1998年）
- ポーリー Paulie （1998年）
- プライベート・ライアン Saving Private Ryan （1998年）
- シンプル・プラン A Simple Plan （1998年）
- パトリオット The Patriot （2000年）
- タイムライン Timeline （2003年）
- カサノバ Cassanova （2005年）
- スネーク・フライト Snakes on a Plane （2006年）
- アウトロー Jack Reacher （2012年）
- 探偵マーロウ Marlowe （2022年）